# 两粤黄檀
两粤黄檀（学名：Dalbergia benthami）为豆科黄檀属下的一个种。